# Balingho
Balingho (Schreibvariante: Bellengho) ist eine Ortschaft im westafrikanischen Staat Gambia.
Nach einer Berechnung für das Jahr 2013 leben dort etwa 236 Einwohner, das Ergebnis der letzten veröffentlichten Volkszählung von 1993 betrug 253.

## Geographie
Balingho liegt in der North Bank Region im Distrikt Upper Baddibu. Der Ort liegt rund 10,4 Kilometer entfernt von Farafenni. In der Nähe liegt der Devil Point.